# Palazzo Salis (Bregaglia)
Il palazzo Salis è un palazzo settecentesco a Bregaglia, in frazione Bondo. Il palazzo è un bene culturale svizzero d’importanza nazionale.

## Storia
L’edificio viene costruito nel 1766-76 dall’architetto milanese Francesco Croce su committenza del diplomatico britannico di origine elvetica conte Hieronymus von Salis (noto nel Regno Unito con il nome di Jerome de Salis-Soglio, 1709-1794). Nel 1991-1998 viene restaurato il giardino; nel 1997-1998 viene effettuato il restauro dell’edificio. Il palazzo è abitato da discendenti della famiglia Salis del ramo inglese, originatosi da Hieronymus.

## Descrizione
Il palazzo è un edificio di grandi dimensioni con piano interrato, due piani principali e un mezzanino. La casa è strutturata con al centro gli ambienti di rappresentanza; le stanze di soggiorno sono collocate ai lati; gli studioli sono agli angoli. Tra gli studioli uno “studiolo giapponese” con cineserie dipinte. Il tetto è a padiglioni e presenta tre abbaini che si affacciano verso il giardino. I portoni hanno un profilo in granito, dei frontoni a volute con stemma araldico della famiglia Salis. Il vano scale è particolarmente complesso.
All’interno il palazzo presenta stucchi del comasco Domenico Spinelli e decorazioni di gusto Luigi XVI. Vi sono diverse stufe, di cui una a cupola di fine settecento di Johan Jakob Kuhn.
Vi sono inoltre diversi quadri significativi, tra i quali un ritratto attribuito a Anthony van Dyck che raffigura Lady Rachel Fane, delle teste di fanciulla di Jean-Baptiste Greuze, una raffigurazione di Santa Caterina attribuita forse a Bernardino Luini e un autoritratto della pittrice Angelika Kauffmann di Coira
Il giardino settecentesco collocato sul lato occidentale ha una struttura geometrica di gusto italiano classico, con fontana a getto nel mezzo e scala esterna simmetrica. Il palazzo forma un’unica unità architettonica insieme al giardino. Il giardino ha ricevuto nel 2008 il riconoscimento Prix Schulthess des jardins.